# 清閑寺共房
清閑寺 共房（せいかんじ ともふさ）は、安土桃山時代から江戸時代前期にかけての公卿。権大納言・中御門資胤の子。江戸時代に再興した清閑寺家の祖。後陽成天皇（107代）から後西天皇（111代）までの五帝の長きにわたって朝廷に仕えたため、官位は名家出身としては異例の従一位・内大臣まで昇った。

## 経歴
清閑寺家先代の家幸は、共房が生まれた日より一世紀近く前の永正8年（1511年）に薨去しており、清閑寺家はこの家幸を最後として長く絶えていた。共房が中御門家から養子に入ることで清閑寺家の家名が再興された。
慶長7年（1602年）に叙爵。以降、蔵人・右少弁・左少弁・左中弁を経て、慶長18年（1613年）に蔵人頭・右大弁となった。慶長19年（1614年）に参議となり、公卿に列する。同年左大弁に任じられる。元和5年（1619年）に権中納言に任じられた。
寛永9年（1632年）に権大納言に就任し、寛永14年（1637年）まで務めた。承応元年（1652年）から寛文元年（1661年）にかけて武家伝奏を務めた。承応3年（1654年）には従一位を授与される。同年に名家としては異例の内大臣に任命されている。

## 系譜
- 父：中御門資胤
- 母：中御門宣教娘
- 正室：光源寺智祐娘
- 生母不明の子女
  - 男子：清閑寺共綱 - 権大納言
  - 次男：池尻共孝 - 権大納言、池尻家の祖
  - 三男：梅小路定矩 - 梅小路家の祖
  - 女子：烏丸資慶正室
  - 女子：富小路頼直室